# 550. pr. n. št.
550. pr. n. št. je peto desetletje v 6. stoletju pr. n. št. med letoma 559 pr. n. št. in 550 pr. n. št.. 